# Paweł Kieszek
Paweł Kieszek (Varsóvia, 16 de Abril de 1984) é um futebolista polaco que atua como goleiro. Atualmente joga pelo Rio Ave.

## Carreira
Kieszek começou a sua carreira profissional no Polônia Varsóvia, realizando 25 jogos na Primeira Divisão Polaca. Em janeiro de 2006 foi emprestado ao Egaleo, da Grécia, onde permaneceu até ao fim da temporada. Voltou para o Varsóvia (que tinha acabado de ser despromovido para a 2ª divisão) em 2006–07, participou em poucos jogos antes de se ter lesionado e ficou inapto para o resto da temporada.
Em junho de 2007, Kieszek assinou contrato com o Braga. Estreou pelo novo clube no dia 21 de fevereiro, em uma derrota de 1 a 0 contra o Werder Bremen pela na Liga Europa da UEFA. O seu primeiro jogo no Campeonato Português foi três dias depois, num empate de 1 a 1 contra o Benfica.
Kieszek não teve muitas oportunidades, visto que o goleiro Eduardo, na época titular da Seleção Portuguesa, era o titular da baliza do Braga.
Em janeiro de 2009 foi emprestado ao Vitória Futebol Clube, tendo regressado no final da temporada. Foi contratado pelo Futebol Clube do Porto no dia 2 de julho de 2010, no início da nova temporada. No entanto, na temporada de 2012–2013 o jogador rescindiu com os Dragões e retornou para o Vitória de Setúbal.
Em julho de 2019, Kieszek foi contratado pelo Rio Ave. O goleiro polaco chegou para ser o sucessor de Léo Jardim, negociado com o Lille, da França.

## Títulos
Porto
- Primeira Liga: 2010–11
- Taça de Portugal: 2010–11